# Саранчівка
Сара́нчівка — село в Україні, у Зіньківській міській громаді Полтавського району Полтавської області. Населення становить 200 осіб. До 2020 орган місцевого самоврядування — Пишненківська сільська рада.

## Географія
Село Саранчівка знаходиться на відстані 1 км від сіл Довжик та Тимченки. По селу протікає пересихаючий струмок з загатою.

## Історія
1859 року у козачому хуторі налічувалось 5 дворів, мешкало 22 особи (10 чоловічої статі та 12 — жіночої).
У Національній книзі пам'яті жертв Голодомору 1932—1933 років в Україні перелічено 4 жителі села, що загинули від голоду.
12 червня 2020 року, відповідно до розпорядження Кабінету Міністрів України № 721-р «Про визначення адміністративних центрів та затвердження територій територіальних громад Полтавської області», село увійшло до складу Зіньківської міської громади.
19 липня 2020 року, в результаті адміністративно - територіальної реформи та ліквідації Зіньківського району, село увійшло до складу новоутвореного Полтавського району Полтавської області.